# Rajd Lizbona-Estoril 1953
Rajd Lizbona-Estoril 1953 (7. Rallye Internacional de Lisboa - Estoril ) – 7. edycja rajdu samochodowego Rajd Lizbona-Estoril rozgrywanego w Portugalii. Rozgrywany był od 13 do 18 października 1953 roku. Rajd był dziesiąta rundą Rajdowych Mistrzostw Europy w roku 1953.

## Klasyfikacja rajdu
| Miejsce                | Kierowca                | Pilot                  | Samochód               | Czas                   | Strata                 |                        |
| Klasyfikacja generalna | Klasyfikacja generalna  | Klasyfikacja generalna | Klasyfikacja generalna | Klasyfikacja generalna | Klasyfikacja generalna | Klasyfikacja generalna |
| ---------------------- | ----------------------- | ---------------------- | ---------------------- | ---------------------- | ---------------------- | ---------------------- |
| 1.                     | Joaquim Filipe Nogueira | Sousa                  | Porsche 356 1500       | 5:58:48                | -                      |                        |
| 2.                     | Ian Appleyard           | Patricia Appleyard     | Jaguar XK120           | 6:07:01                | +8:13                  |                        |
| 3.                     | Helmut Polensky         | Walther Schlüter       | Porsche 356 1500       | 6:21:12                | +22:24                 |                        |
| 4.                     | Godfrey Imhof           | Raymond Baxter         | Sunbeam Talbot 90      | 6:39:38                | +40:50                 |                        |
| 5.                     | Jack Reece              | Peter Reece            | Ford Zephyr MK1        | 6:45:05                | +46:17                 |                        |
| 6.                     | Nancy Mitchell          | Joyce Leavens          | Ford Zephyr MK1        | 6:48:51                | +50:03                 |                        |
| 7.                     | Cuth Harrison           | Edward Harrison        | Ford Zephyr MK1        |                        |                        |                        |
| 8.                     | Sheila van Damm         | Francoise Clark        | Sunbeam Talbot 90      | 6:54:27                | +55:39                 |                        |
| 9.                     | Afonso Burnay           |                        | D.B. HBR4              |                        |                        |                        |
| 10.                    | Jacques Herzet          | Lucien Bianchi         | Ferrari 166 MM         |                        |                        |                        |